# Самнер (Небраска)
Самнер (англ. Sumner) — селище (англ. village) в США, в окрузі Доусон штату Небраска. Населення — 252 особи (2020).

## Географія
Самнер розташований за координатами 40°56′56″ пн. ш. 99°30′29″ зх. д. / 40.94889° пн. ш. 99.50806° зх. д. (40.949024, -99.508084).  За даними Бюро перепису населення США в 2010 році селище мало площу 0,76 км², уся площа — суходіл.

## Демографія
Згідно з переписом 2010 року, у селищі мешкало 236 осіб у 97 домогосподарствах у складі 62 родин. Густота населення становила 309 осіб/км².  Було 113 помешкання (148/км²).
Расовий склад населення:
| - 94,1 % — білих - 0,4 % — азіатів - 3,0 % — осіб інших рас |

До двох чи більше рас належало 2,5 %. Частка іспаномовних становила 4,7 % від усіх жителів.
За віковим діапазоном населення розподілялося таким чином: 30,5 % — особи молодші 18 років, 53,4 % — особи у віці 18—64 років, 16,1 % — особи у віці 65 років та старші. Медіана віку мешканця становила 37,0 року. На 100 осіб жіночої статі у селищі припадало 91,9 чоловіків;  на 100 жінок у віці від 18 років та старших — 90,7 чоловіків також старших 18 років.
Середній дохід на одне домашнє господарство  становив 50 900 доларів США (медіана — 48 125), а середній дохід на одну сім'ю — 59 465 доларів (медіана — 57 500). Медіана доходів становила 32 813 долари для чоловіків та 26 500 доларів для жінок. За межею бідності перебувало 10,2 % осіб, у тому числі 17,2 % дітей у віці до 18 років та 10,6 % осіб у віці 65 років та старших.
Цивільне працевлаштоване населення становило 135 осіб. Основні галузі зайнятості: освіта, охорона здоров'я та соціальна допомога — 34,8 %, роздрібна торгівля — 11,9 %, будівництво — 10,4 %, мистецтво, розваги та відпочинок — 9,6 %.